# Giovanni Macreno
Giovanni Macreno (in greco Ιωάννης Μακρηνός?; fl. XIII secolo) è stato un nobile e generale bizantino, membro di una famiglia nobile della Tracia che si era rifugiata a Nicea dopo la conquista di Costantinopoli da parte dei soldati della Quarta crociata.

## Biografia
Nel 1262 Giovanni, che era diventato generale durante il regno di Giovanni III Vatatze, fu inviato dall'imperatore Michele VIII Paleologo nel Peloponneso sotto il comando del sebastocratore Costantino Paleologo, fratellastro di Michele VIII. Qui divenne un importante rivale delle truppe del principe Guglielmo II di Villehardouin di Acaia. Dopo la partenza di Costantino Paleologo per Costantinopoli, nel 1263, passò sotto il comando del grande domestico Alessio File. Nel 1264 l'esercito bizantino fu sconfitto nella battaglia di Macriplagi e Macreno e File furono catturati. In seguito, Irene (Eulogia) Paleologa, sorella di Michele VIII e suocera di Alessio File, accusò Macreno di essere responsabile della sconfitta e di essere un traditore dell'imperatore. Una volta liberato, Macreno fu accecato per ordine di Michele.